# Alexa Fluor
Alexa Fluor é uma família de corantes fluorescentes produzidos pela Molecular Probes, uma subsidiária da empresa Invitrogen. Corantes Alexa Fluor são tipicamente usados como marcadores em microscopia de fluorescência, citometria de fluxo e biologia celular.